# Portal zur Geschichte
Das Portal zur Geschichte ist eine Dauerausstellung in Bad Gandersheim mit zwei Ausstellungen an zwei Standorten. Der im März 2006 eröffnete Teil befindet sich in der Gandersheimer Stiftskirche und zeigt den lange verschollenen Kirchenschatz. Der zweite Teil wurde im Mai 2007 in der Klosterkirche Brunshausen eröffnet und zeigt Textilien, Kunstwerke und bedeutende Frauen aus der Stiftsgeschichte.

## Sammlung und Sammlungsgeschichte
Die ersten Reliquien erhielt das Stift bereits zur Gründung von Papst Sergius II. Er übergab Liudolf, dem Gründer des Stifts, die Gebeine der heiligen Päpste Anastasius I. und Innocentius. Bis zur Reformation erwarb und erhielt das Stift eine große Anzahl weiterer Heiligenreliquien und erweiterte den Kirchenschatz.
Nach der Reformation endete die Heiligenverehrung und die Äbtissinnen verkauften in Zeiten finanzieller Schwierigkeiten die kostbaren Behältnisse und alles, was sich „versilbern“ ließ. Doch vor dem Verkauf der Reliquien schreckten sie zurück. Diese wurden mit den „Resten“ des Kirchenschatzes ordentlich in einem Schrank aufbewahrt. Diese Art der Behandlung endete mit der Säkularisation des Stifts im Jahr 1810, die verbliebenen Reliquien und Behältnisse wurden ohne Rücksicht auf Zuordnung und Bedeutung vermischt. Erste Versuche der Inventarisierung am Ende des 19. und zu Beginn des 20. Jahrhunderts unternahmen Rektor Brackebusch und Karl Steinacker. In den 1960er- und 1970er-Jahren erschloss Kurt Kronenberg durch mehrere Ausstellungen Teile der Sammlung.

## Entstehung des Museums
Der Gedanke zur musealen Präsentation des Kirchenschatzes der Gandersheimer Stiftskirche geht auf die Restaurierungen der Kirche um 1900 zurück und wurde in den Jahren von 1992 bis 1997 neubelebt. Im Rahmen dieser Arbeiten wurde der Kirchenschatz „neu entdeckt“. Bei der Realisierung wirkten Kirchengemeinde, Stadt und zahlreiche Institutionen sowie Förderer gemeinsam und ermöglichten die Einrichtung des Ausstellungsprojekts „Portal zur Geschichte“. Es gilt als eines der bedeutendsten kulturhistorischen Projekte in Niedersachsen. Die Feier des 1150-jährigen Jubiläums der Gandersheimer Stiftskirche förderte die Durchführung und es wurde der Trägerverein „Portal zur Geschichte e.V.“ gegründet. An ihm sind die Stiftskirchengemeinde, die Stadt Bad Gandersheim und interessierte Einzelpersonen beteiligt.
Die erste Teileröffnung der Dauerausstellung in der romanischen Stiftskirche fand am 5. März 2006 statt.

## Konzeption
Die Ausstellung des Portals zur Geschichte ist auf zwei Standorte verteilt, die sich unterschiedlichen Schwerpunkten widmen. Gemeinsam mit den Themenwegen und den einbezogenen historischen Orten in der Stadt bildet die Ausstellung einen modernen informativen Einblick in die Bedeutung des Gandersheimer Frauenstiftes und seines Einflusses auf die Stadt.

### Standort Stiftskirche
Das Portal zur Geschichte in der Stiftskirche ist kein gewöhnliches Museum, sondern eine Ausstellung, die sich in den weiterhin genutzten Kirchenraum integriert. Dieser Teil ist neben der Entstehung des Stiftes besonders dem Kirchenschatz gewidmet, der hier nach langer Vergessenheit wieder der Öffentlichkeit zugänglich gemacht wurde. Die Besucher des Museums finden im Kirchenraum selbst Informationen über die Entstehung des Stiftes.
Die Themenwege ermöglichen Einblicke in die bauliche Entwicklung, das Leben in der Kirche und die Kunstschätze. Im Westwerk befanden sich bis 2020 die Ausstellungsräume des Kirchenschatzes, dieser besteht aus Reliquien, Textilien, Reliquienbehältnissen und Altargerät.

### Standort Brunshausen
In der Klosterkirche Brunshausen befindet sich der zweite und größere Teil der Ausstellung. Sie trägt den Titel „Starke Frauen-feine Stiche“ stellt die Geschichte vom Mittelalter bis zum Barock anhand von Frauen des Stiftes dar. 
Im Zentrum des Kirchenraums werden mittelalterliche Stoffe aus dem östlichen Mittelmeerraum und barocke, von den Kanonissen gefertigte Stoffe gezeigt sowie farbenprächtige Fragmente romanischer Glasfenster aus Brunshausen. Barocke Altarbehänge aus der Stiftskirche von 1717 werden im Altarraum gemäß ihrer Nutzung präsentiert. In einem weiteren Teil wird die Geschichte des Klosters Brunshausen anhand von Fundstücken erläutert. Den Abschluss bildet die Geschichte Brunshausens in der Neuzeit, das Kloster war als KZ Bad Gandersheim ein Außenlager des KZ Buchenwald. Außerdem kommen hier Preisträgerinnen des Roswitha-Preises, der von der Stadt Gandersheim verliehen wird, zu Wort.
Der dritte Abschnitt der Ausstellung befindet sich ebenfalls in Brunshausen. Hier sind seit November 2013 die wiederentdeckten Wandmalereien zu sehen, die Äbtissin Elisabeth Ernestine Antonie von Sachsen-Meiningen beim Ausbau Brunshausens zu ihrem Sommerschloss veranlasste. Sie zeigen Episoden aus der Stiftsgeschichte und Szenen zu Architektur und Perspektive. Zentral in diesem Ausstellungsabschnitt ist die virtuelle Präsentation des karolingischen Gandersheimer Evangeliars, das heute in Coburg aufbewahrt wird.